# Elisa Ferreira

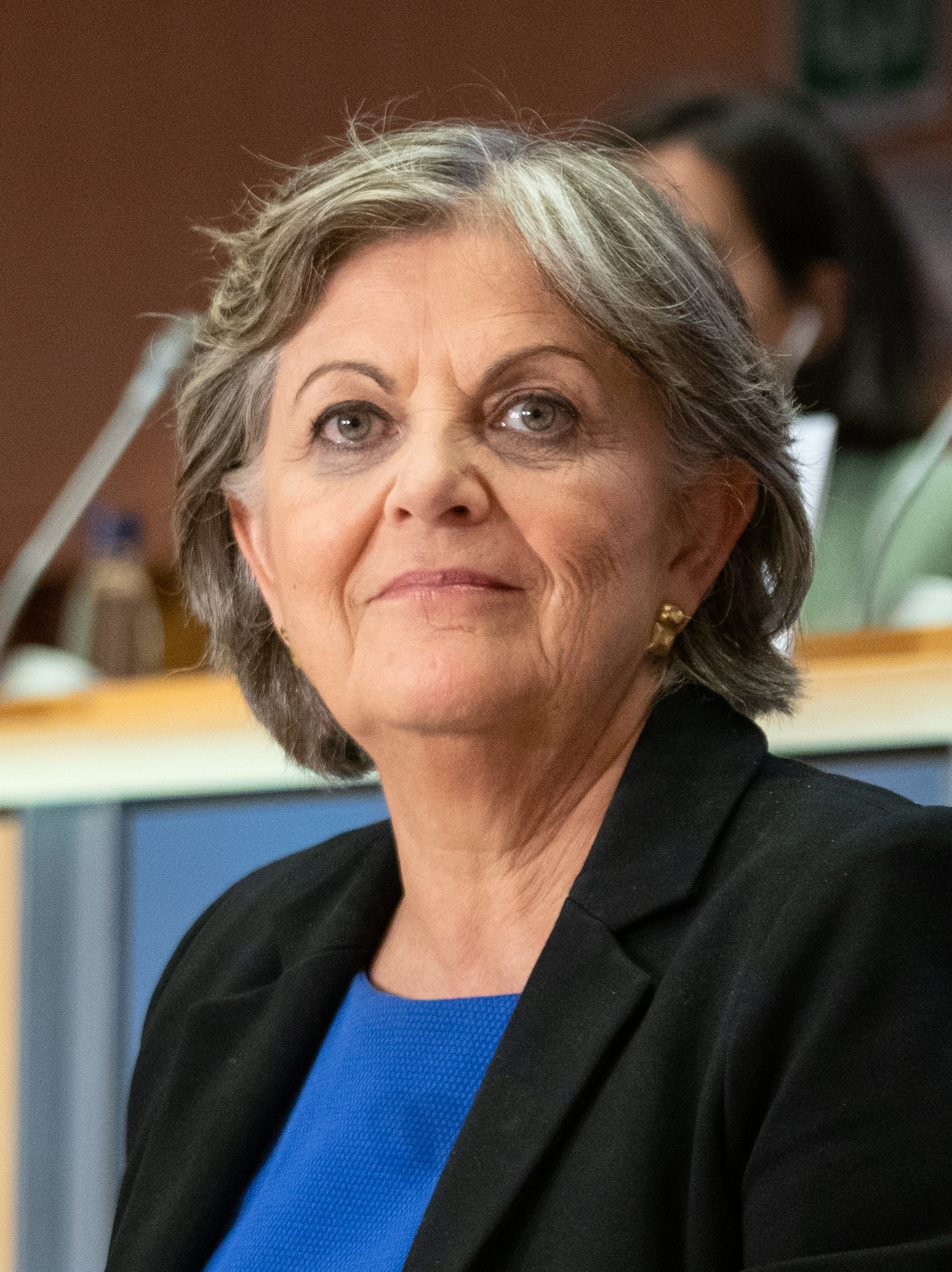
Elisa Ferreira (2019)

Elisa Maria da Costa Guimarães Ferreira (Porto, 17 oktober 1955) is een Portugees politica en econoom. Sinds 1 december 2019 is ze Eurocommissaris voor cohesie en hervormingen in de commissie-Von der Leyen.

## Loopbaan
Ferreira studeerde economie aan de Universiteit van Porto. Daar was ze werkzaam als universitair docent. Ferreira was namens de Partido Socialista van 1995 tot 1999 minister van klimaat en van 1999 tot 2002 minister van planning in de kabinetten van António Guterres. Vervolgens zat ze twee jaar in de Assembleia da República. Van 2004 tot 2016 was Ferreira lid van het Europees Parlement. Hierna was ze tot eind 2019 lid van de raad van bestuur van de Banco de Portugal. Per 1 december 2019 is ze Eurocommissaris belast met cohesie en hervormingen in de commissie-Von der Leyen.